# Championnat de France de rugby à XIII 1946-1947
Navigation
Édition précédente Édition suivante
Le Championnat de France de rugby à XIII 1946-47 oppose pour la saison 1946-1947 les meilleures équipes françaises de rugby à XIII au nombre de quatorze.

## Liste des équipes en compétition
| Albi Avignon Entente Bordeaux-Bayonne Carcassonne Cavaillon Lézignan Libourne Lyon Marseille Paris XIII Catalan Roanne Toulouse O. Villeneuve-sur-Lot |

Quatorze équipes participent au championnat de France de première division .

## Déroulement de la compétition

### Classement de la saison régulière
Tableau incomplet 
| Rang | Club                     | J  | V  | N | D  | Pts |
| ---- | ------------------------ | -- | -- | - | -- | --- |
| 1    | R.C. Roanne              | 25 | 23 | 0 | 2  | 71  |
| 2    | A.S. Carcassonne         | 26 | 21 | 1 | 4  | 69  |
| 3    | Entente Bordeaux-Bayonne | 26 | 17 | 1 | 8  | 61  |
| 4    | Toulouse olympique XIII  | 25 | 14 | 2 | 9  | 55  |
| 5    | F.C. Lézignan            | 25 | 14 | 0 | 11 | 55  |
| 6    | XIII Catalan             | 26 | 14 | 1 | 11 | 55  |
| 7    | R.C. Albigeois           | 25 | 14 | 1 | 10 | 54  |
| 8    | R.C. Marseille           | 26 | 12 | 2 | 12 | 52  |
| 9    | U.S. Villeneuve          | 24 | 13 | 0 | 11 | 50  |
| 10   | F.C. Lyon                | 24 | 7  | 1 | 16 | 39  |
| 11   | S.U. Cavaillon           | 25 | 6  | 1 | 18 | 38  |
| 12   | Paris XIII               | 23 | 5  | 1 | 17 | 34  |
| 13   | Libourne XIII            | 24 | 4  | 0 | 20 | 32  |
| 14   | S.O. Avignon             | 24 | 3  | 1 | 20 | 31  |

|  | Champion de la saison régulière et qualifié pour la finale. |
|  | Qualifié pour les quarts-de-finale                          |

### Phase finale
|  | Quarts de finale         | Quarts de finale         | Quarts de finale         | Quarts de finale         |                            |                  | Demi-finales | Demi-finales | Demi-finales | Demi-finales |  |  | Finale                  | Finale | Finale | Finale |
|  |                          |                          |                          |                          |                            |                  |              |              |              |              |  |  |                         |        |        |        |
|  |                          |                          |                          |                          |                            |                  |              |              |              |              |  |  | Le 1er juin 1947 à Lyon |        |        |        |
|  |                          |                          |                          |                          |                            |                  |              |              |              |              |  |  |                         |        |        |        |
|  |                          |                          |                          |                          |                            |                  |              |              |              |              |  |  |                         |        |        |        |
|  |                          |                          |                          |                          |                            |                  |              |              |              |              |  |  |                         |        |        |        |
|  |                          |                          |                          |                          |                            |                  |              |              |              |              |  |  |                         |        |        |        |
|  |                          |                          |                          |                          |                            |                  |              |              |              |              |  |  |                         |        |        |        |
|  |                          |                          |                          |                          |                            |                  |              |              |              |              |  |  |                         |        |        |        |
|  |                          |                          |                          |                          |                            |                  |              |              |              |              |  |  |                         |        |        |        |
|  |                          |                          |                          |                          |                            |                  |              |              |              |              |  |  |                         |        |        |        |
|  |                          | Le 15 mai 1947 à Albi    |                          |                          |                            |                  |              |              |              |              |  |  |                         |        |        |        |
|  |                          |                          |                          |                          |                            |                  |              |              |              |              |  |  |                         |        |        |        |
|  | R.C. Roanne              | R.C. Roanne              | 19                       | 19                       |                            |                  |              |              |              |              |  |  |                         |        |        |        |
|  | R.C. Roanne              | R.C. Roanne              | 19                       | 19                       | Le 11 mai 1947 à Perpignan |                  |              |              |              |              |  |  |                         |        |        |        |
|  |                          |                          | A.S. Carcassonne         | A.S. Carcassonne         | 0                          | 0                |              |              |              |              |  |  |                         |        |        |        |
|  | A.S. Carcassonne         | A.S. Carcassonne         | A.S. Carcassonne         | A.S. Carcassonne         | 0                          | 0                | 20           | 20           |              |              |  |  |                         |        |        |        |
|  | A.S. Carcassonne         | A.S. Carcassonne         |                          |                          |                            |                  |              |              |              |              |  |  |                         |        |        |        |
|  | F.C. Lézignan            | F.C. Lézignan            | 7                        | 7                        |                            |                  |              |              |              |              |  |  |                         |        |        |        |
|  | F.C. Lézignan            | F.C. Lézignan            | 7                        | 7                        | A.S. Carcassonne           | A.S. Carcassonne | 7            | 7            |              |              |  |  |                         |        |        |        |
|  | Le 11 mai 1947 à Pau     |                          |                          |                          | A.S. Carcassonne           | A.S. Carcassonne | 7            | 7            |              |              |  |  |                         |        |        |        |
|  |                          |                          | Entente Bordeaux-Bayonne | Entente Bordeaux-Bayonne | 2                          | 2                |              |              |              |              |  |  |                         |        |        |        |
|  | Entente Bordeaux-Bayonne | Entente Bordeaux-Bayonne | Entente Bordeaux-Bayonne | Entente Bordeaux-Bayonne | 2                          | 2                | 23           | 23           |              |              |  |  |                         |        |        |        |
|  | Entente Bordeaux-Bayonne | Entente Bordeaux-Bayonne |                          |                          |                            |                  |              | 23           |              |              |  |  |                         |        |        |        |
|  | Toulouse olympique XIII  | Toulouse olympique XIII  | 6                        | 6                        |                            |                  |              |              |              |              |  |  |                         |        |        |        |
|  | Toulouse olympique XIII  | Toulouse olympique XIII  | 6                        | 6                        |                            |                  |              |              |              |              |  |  |                         |        |        |        |
|  |                          |                          |                          |                          |                            |                  |              |              |              |              |  |  |                         |        |        |        |

#### Quarts-de-finale
les quarts-de-finale ont lieu le dimanche 11 mai 1947.
| Quart-de-finale Dimanche 11 mai 1947 | A.S. Carcassonne | 20 - 7 (12 - 2) | F.C. Lézignan                                                                     | Stade Jean-Laffon, Perpignan Environ 10 000 spectateurs |
| Quart-de-finale Dimanche 11 mai 1947 | Essai(s) : 4 Trescases (2), Moutou (1), Puig-Aubert (1) Transformation(s) : 2 Puig-Aubert (2) Pénalité(s) : 1 Puig-Aubert (1) Drop(s) : 1 Llari (1) |                 | Essai(s) : 1 Benoit (1) Transformation(s) : 1 Lopez (1) Pénalité(s) : 1 Lopez (1) | Stade Jean-Laffon, Perpignan Environ 10 000 spectateurs |
| Quart-de-finale Dimanche 11 mai 1947 | |                 |                                                                                   | Stade Jean-Laffon, Perpignan Environ 10 000 spectateurs |

| Quart-de-finale Dimanche 11 mai 1947 | Entente Bordeaux-Bayonne                                                                                               | 23 - 6 (3 - 0) | Toulouse olympique XIII | Stade Bourbaki, Pau Environ spectateurs |
| Quart-de-finale Dimanche 11 mai 1947 | Essai(s) : 5 Audignon (1), Lespès (1), Duplé (2), Bartoletti (1) Transformation(s) : 3 Caillou Pénalité(s) : 1 Caillou |                | Essai(s) : 2 Pérez (2)  | Stade Bourbaki, Pau Environ spectateurs |
| Quart-de-finale Dimanche 11 mai 1947 | |                |                         | Stade Bourbaki, Pau Environ spectateurs |

#### Demi-finale
La demi-finale a lieu le jeudi 15 mai 1947.
| Demi-finale Dimanche 15 mai 1947 | A.S. Carcassonne                                                  | 7 - 2 (0 - 2) | Entente Bordeaux-Bayonne | Albi Arbitre : M. Séré (de Marmande) |
| Demi-finale Dimanche 15 mai 1947 | Essai(s) : 1 Maso Pénalité(s) : 1 Guilhem Drop(s) : 1 Puig-Aubert |               | Pénalité(s) : 1 Fachan   | Albi Arbitre : M. Séré (de Marmande) |
| Demi-finale Dimanche 15 mai 1947 |                                                                   |               |                          | Albi Arbitre : M. Séré (de Marmande) |

#### Finale
(mt : -)
Homme du match :
Points marqués :
- Roanne: 3 essais de Comes, Barris et Crespo ; 3 pénalités de Comes, 2 drops de Comes.

Évolution du score : 
Arbitre : M. Giudelli
Spectateurs : environ 15 000
Composition des équipes :
- Roanne: Jean Barreteau - Joseph Crespo, Charles Rabier, Gaston Comes, René Dadiès - Pierre Taillantou, Roger Pouy - Henri Riu, Vincent Martimpé-Gallart, Henri Gibert,  Élie Brousse, Lucien Barris, René Duffort - Entraîneur : Robert Samatan
- Carcassonne: Puig-Aubert - Frédéric Trescazes, Jep Maso, Jean Albert, Édouard Ponsinet - Roger Guilhem, François Labazuy - Louis Carrère, Martin Martin, Jean Poch, Henri Moutou, Justin Py, Germain Calbète - Entraîneur : Antoine Blain

## Effectifs des équipes présentes
| Roanne           | Robert Abadié (de Riscles) Jean Barreteau (de Nérac) Lucien Barris René Bonnes Élie Brousse Brunel Gaston Comes Joseph Crespo René Dadies Robert Dauger (de Bayonne) René Duffort (de Soustons) Armand Figeac (de Tonneins) Henri Gibert (de Clermont-Ferrand) Robert Joly (de Roanne) Vincent Martimpé-Gallart (d'Auch) Roger Pouy (de Tarnos) Charles Rabier (de Pau) Henri Riu Pierre Taillantou (de Pau) Entraîneur : Robert Samatan | Carcassonne        | Jean Albert Germain Calbète Louis Carrère Roger Guilhem François Labazuy Louis Llari Martin Martin Jep Maso Henri Moutou Jean Poch Édouard Ponsinet Puig-Aubert Justin Py Fernand Thomas Frédéric Trescazes Entraîneur : Antoine Blain |
| Avignon          | André Béraud Cagnard Fernand Chastel René Clareton Roger Cotte Armand Fourrier Maurice Gonon Sissi Julian Majorel René Rangotte François Rivière Louis Tort Trulls Entraîneur : François Rivière | Bordeaux-Bayonne   | José Audignon Paul Bartoletti Maurice Brunetaud Robert Caillou Paul Césard Raymond Detchart Christian Duplé Pierre Etchart Jean Fachan Ibarrat Ithurbide René Lamouliatte Lesserre Odé Lepes Denis Martiquet Henri Sanz |
| Marseille        | André Béraud (Biarritz XV) Jean Dop Pierre Etchart (Côte basque XIII) Gesuel (Toulon) André Hatchondo Louis Hatchondo Hirrigoyen Irumberry (Côte basque XIII) Lastapis (Pau XV) Marius Miseroux Ulysse Négrier (XIII Catalan) François Othal Palicini Ribes (Lézignan) Rodriguez (Mauléon) Henri Sorondo Entraîneur : Jean Duhau | XIII Catalan       | Abilanet Cantie Irénée Carrère Robert Casse Guy Cassini Paul Dejean Delonca Pierre Drevet Jeanson Montagne François Noguères Georges Salles Serres Joseph Soler Ambroise Ulma |
| Albi             | Jean Pierre-Antoine Barrot Barzu Gabriel Berthomieu Marcel Blanc Castagnon Bernard Cesses Gaston Combes Desplats Charles Galaup Alphonse Pallarès Piques Ricard Rouanet Jean-Marie Vignal | Paris              | Auclair Barrère Brousse Chillemane Darget Robert Joanblanq Albert Kaemph Laborde Lauzin Lopez Marquès Mondubelix Moreau Pétriscq Henri Suhette Marcel Volot |
| Toulouse         | Allemane Jean Audoubert Benoît Bonnecaze Vincent Cantoni Caverivier Marcel Dax Jean Dubalen Llary Joseph Ollet Raoul Perez Sabarthez Marcel Teychenné Trillou | Villeneuve-sur-Lot | Jacques Alary Jean Bellan Gaston Calixte Jean Liénard Gabriel Genoud Michel Guiral Peyral Sarrasin Taffès Yves Treilhes Fernand Vigouroux |
| Lézignan         | Benoît Bertrand Pierre Espeluque Jammet Michel Lopez | Lyon               | Henri Barbe (de Bourgoin) René Barnoud Casanova Henri Cazade (de Bayonne) René Crétin (de St-CLaude) Philippe Delmotte (formé au club) Victor Issidore Roger Laprune (formé au club) René Lhoste (de Lourdes) Marcel Loste (de Tarbes) Loewenstein Georges Minjat (formé au club) Roger Minjat (formé au club) Marc Rozier (de Grenoble) Cyril Sarrat André Tardif (du LOU) Georges Vincent |
| Cavaillon        | Aldo Debout Pagès Roger Pagnetti Prats Roux | Libourne           | Argelès Baudet Boutaud Bouvier Gaussens Laborde |
| Paris rugby XIII | Adolphe Inza |                    | |